# إميلي هلبرن
إميلي هلبرن (بالإنجليزية: Emilie Halpern)‏ هي نحّاتة أمريكية، ولدت في 1976 في باريس في فرنسا.